# People of Praise
People of Praise (etwa: „Volk der Lobpreisungen“) ist eine Vereinigung von ökumenischen, kommunitären christlichen Laiengemeinschaften, die der katholischen charismatischen Bewegung nahesteht. People of Praise ist selbst keine Kirche, und Mitglieder der Gemeinschaften bleiben generell gleichzeitig Mitglieder ihrer örtlichen Kirchengemeinden und besuchen dort Gottesdienste. Die Mehrheit ihrer Mitglieder sind Katholiken, wobei auch Lutheraner, Anglikaner, Methodisten, Pfingstler und nicht konfessionelle Christen vertreten sind. Die Mitgliedschaft steht allen getauften Christen offen, die sich zum Bekenntnis von Nicäa und dem Gemeinschaftsgelübde (englisch covenant) bekennen. Die Vereinigung hat ihren Hauptsitz in South Bend, Indiana. 
People of Praise sollen nicht mit People of Hope, einer anderen charismatischen katholischen Gruppierung verwechselt werden, die Margaret Atwood als Vorlage für ihren 1985 erschienenen Roman Der Report der Magd (Originaltitel: The Handmaid’s Tale) diente.

## Geschichte
People of Praise wurde 1971 in South Bend, Indiana, von Kevin Ranaghan und Paul DeCelles als Reaktion auf die Gegenkultur der sexuellen Revolution gegründet, und versteht sich als Teil der charismatischen Erneuerungsbewegung. Gemeinschaften wie sie wurden von der Jesus-Bewegung der 1960er Jahre sowie vom Kommunitarismus der Gegenkultur dieser Zeit beeinflusst.
Mitglieder werden in ihrem täglichen Leben von einer Person begleitet, die als „spirituell reifer“ gilt, und müssen dieser Rechenschaft ablegen. Männer ordnen sich sogenannten „Köpfen“  (englisch heads) unter, Frauen „Mägden“ (englisch handmaids), wobei sich „Magd“ auf Jesus’ Mutter Maria, die in der Bibel als „die Magd des Herrn“ beschrieben wird, beziehen soll. Ehemänner sind in der Familie die Oberhäupter, Frauen dagegen sollen sich dieser Hierarchie unterordnen.
Sex außerhalb der Ehe, Abtreibung oder praktizierte Homosexualität werden als unbiblisch gesehen.
People of Praise gab 2020 an, etwa 1700 Mitglieder in über 22 Standorten in den Vereinigten Staaten, Kanada und der Karibik zu haben. Bekanntestes Mitglied ist Amy Coney Barrett.